# Francisco Domínguez Servién
Francisco Domínguez Servién (Santiago de Querétaro, Querétaro, 11 de agosto de 1966) es un político mexicano que desempeñó como Gobernador de Querétaro desde el 1 de octubre de 2015 hasta el 30 de septiembre de 2021. Es miembro del Partido Acción Nacional (PAN).  
Anteriormente se desempeñó como Senador de la República por el estado de Querétaro, entre otros cargos. Del 30 de abril de 2019 al 21 de febrero de 2020 se desempeñó como Presidente de la Conferencia Nacional de Gobernadores.

## Trayectoria
De formación Médico Veterinario Zootecnista por la Universidad Autónoma de Querétaro, comenzó su carrera política hace más de 10 años, al participar en la Asociación de Porcicultores del Estado de Querétaro y posteriormente, en la Unión Ganadera Regional de Querétaro en las cuales fue presidente, así como otros nombramientos dentro del sector, además de ser catedrático en la Facultad de Medicina Veterinaria y Zootecnia de la Universidad Autónoma de Querétaro y en el Instituto Tecnológico de Estudios Superiores de Monterrey, Campus Querétaro.

### Diputado federal
En 2006 fue candidato del Partido Acción Nacional a diputado federal por el Distrito 2 de Querétaro con cabecera en San Juan del Río, en la elección derrota a la expresidenta Municipal del PRI, María de los Ángeles Jacaranda López Salas.

### Presidente Municipal de Querétaro
En 2009 se postuló como candidato del Partido Acción Nacional a la Alcaldía de la capital del estado. Obtuvo la victoria en los comicios con 139,737 votos frente a los 120,306 del candidato del Partido Revolucionario Institucional.
El 1 de octubre de ese mismo año, rindió protesta como Presidente Municipal de Querétaro, cargo en el que permanece hasta el 4 de diciembre de 2011, cuando renuncia al mismo para buscar la candidatura de su partido a la Senaduría de la República por el Estado de Querétaro.

### Senador de la República
En 2012 fue elegido Senador por el Estado de Querétaro como parte del grupo parlamentario del Partido Acción Nacional. Durante su labor legislativa formó parte de las comisiones de Agricultura y Ganadería, Hacienda y Crédito Público, Defensa Nacional y Energía.
En febrero de 2015 pidió licencia a su cargo de Senador de la República para aspirar a la gobernatura del Estado. 

### Gobernador de Querétaro
En las elecciones celebradas el 7 de junio de 2015 resultó ganador de la contienda por la gubernatura del estado de Querétaro con el 46.91% de los votos emitidos a su favor, superando por 7.26 puntos porcentuales, equivalente a 58 758 sufragios, al priista Roberto Loyola Vera quien obtuvo el 39.65% de la votación. 
Con la victoria de Francisco Domínguez, el PAN logró recuperar un gobierno que había perdido, por primera vez en su historia.